# Y 8000
 (janvier 2025).
La mise en forme du texte ne suit pas les recommandations de Wikipédia : il faut le « wikifier ».
Les points d'amélioration suivants sont les cas les plus fréquents. Le détail des points à revoir est peut-être précisé sur la page de discussion.
- Les titres sont pré-formatés par le logiciel. Ils ne sont ni en capitales, ni en gras.
- Le texte ne doit pas être écrit en capitales (les noms de famille non plus), ni en gras, ni en italique, ni en « petit »…
- Le gras n'est utilisé que pour surligner le titre de l'article dans l'introduction, une seule fois.
- L'italique est rarement utilisé : mots en langue étrangère, titres d'œuvres, noms de bateaux, etc.
- Les citations ne sont pas en italique mais en corps de texte normal. Elles sont entourées par des guillemets français : « et ».
- Les listes à puces sont à éviter, des paragraphes rédigés étant largement préférés. Les tableaux sont à réserver à la présentation de données structurées (résultats, etc.).
- Les appels de note de bas de page (petits chiffres en exposant, introduits par l'outil «  Source ») sont à placer entre la fin de phrase et le point final[comme ça].
- Les liens internes (vers d'autres articles de Wikipédia) sont à choisir avec parcimonie. Créez des liens vers des articles approfondissant le sujet. Les termes génériques sans rapport avec le sujet sont à éviter, ainsi que les répétitions de liens vers un même terme.
- Les liens externes sont à placer uniquement dans une section « Liens externes », à la fin de l'article. Ces liens sont à choisir avec parcimonie suivant les règles définies. Si un lien sert de source à l'article, son insertion dans le texte est à faire par les notes de bas de page.
- La présentation des références doit suivre les conventions bibliographiques. Il est recommandé d'utiliser les modèles {{Ouvrage}}, {{Chapitre}}, {{Article}}, {{Lien web}} et/ou {{Bibliographie}}. Le mode d'édition visuel peut mettre en forme automatiquement les références.
- Insérer une infobox (cadre d'informations à droite) n'est pas obligatoire pour parachever la mise en page.

Pour une aide détaillée, merci de consulter Aide:Wikification.
Si vous pensez que ces points ont été résolus, vous pouvez retirer ce bandeau et améliorer la mise en forme d'un autre article.
,
Les Y 8000 sont des locotracteurs construits entre 1977 et 1990 à 375 exemplaires pour remplir des missions de manœuvre, de fret à courte et moyenne distance, ou de maintenance du réseau ferré. Leur motorisation d'origine (V 12 Poyaud) est progressivement remplacée par des moteurs Renault Véhicules Industriels Euro 2 puis Euro 3. Les Y 8000 sont majoritairement regroupés au sein de deux supervisions techniques de flotte : la STF Locomotives Thermiques FRET et la STF Thionville. La génération suivante est nommée Y 8400.

## Historique
Ces engins ont été construits par Moyse, entre 1977 et 1979.
Après la fermeture et la faillite de cette firme, ils ont été construits par Fauvet Girel à partir de 1979, devenu Arbel Fauvet Rail.
Ces locotracteurs furent livrés neufs avec un V 12 Poyaud de la SSCM (Société Surgèrienne de Constructions Mécaniques) de 300 chevaux, accouplé à une boîte de vitesses hydraulique Voith.
Bien que fiables, ces moteurs sont relativement polluants. Ils ont été progressivement remplacés lors des grosses révisions, de 1997 à 2005 par des moteurs Renault Véhicules Industriels Euro 2, puis à compter de 2005 par des RVI Euro 3. Ils sont issus de la gamme routière du constructeur et sont équipés d'une assistance électronique pour diagnostiquer les éventuelles pannes. La puissance de ces moteurs reste à 300 chevaux. Les Euro 3 ont reçu un chauffage cabine amélioré. En juin 2014, il reste moins d'une dizaine de Y 8000 en motorisation Poyaud V12 d'origine. 
À compter de 2001, les Y 8000 revêtent la livrée Fret en remplacement de la livrée Arzens d'origine. À la suite de la baisse du trafic Fret à la fin des années 2000, le parc des Y 8000 qui appartenaient en intégralité à SNCF Fret a subi d'importantes coupes : ainsi une douzaine d'engins en « mauvais état » a été radiée en 2012, 95 locotracteurs ont été cédés à l'Infra pour assurer des trains de travaux, 3 à Proximités pour la manœuvre en gare, et enfin 45 ont été vendus à Akiem, afin d'être loués à des entreprises ferroviaires privées. Ces engins ont reçu une livrée basique à base de gris. À noter les Y 8362 et 8363, radiés, sont devenus des LOCMA (Locotracteur de Manœuvre) affectés au dépôt de Rennes : ils servent à la manœuvre au sein de ces ateliers mais n'ont plus le droit de rouler sur le réseau national. 
Ces locotracteurs ont fait l'objet de nombreux essais ; notamment concernant la mise au point de la télécommande pour leurs descendants Y 8400.
Au début des années 1990, un engin a testé pendant quelque temps un système de chauffage par convecteur, le projet ayant échoué par suite de problèmes récurrents de buée. Vers 2008, le Y 8120 a eu la particularité d'être homologué et testé pour circuler sur le réseau italien. L'expérience étant concluante, d'autres Y 8000 sont depuis autorisés à rouler en Italie. La série sur ce réseau s'appelle D800.

## Service assurés
Ces locotracteurs assurent des tâches variées : 
- Manœuvres dans les gares, triages et dépôts.
- Dessertes locales fret sur de courtes et moyennes distances.
- Trains de maintenance de l'infrastructure (trains de travaux, désherbage à petite échelle, lavage des rails, etc.).

## Dépôts[4],[5],[6],[3]et Établissements Maintenance Traction[7],[8]avec l'activité 4[9]
- Achères[6],[3],[7],[8],[9]

- Béziers[3],[7],[8],[9]
- Bordeaux - Saint-Jean[6],[3],[7],[8],[9]
- Chalindrey[3],[7],[8],[9]
- Chambéry[3],[7],[8],[9]

- Dijon-Perrigny[4],[6],[3],[7],[8],[9]

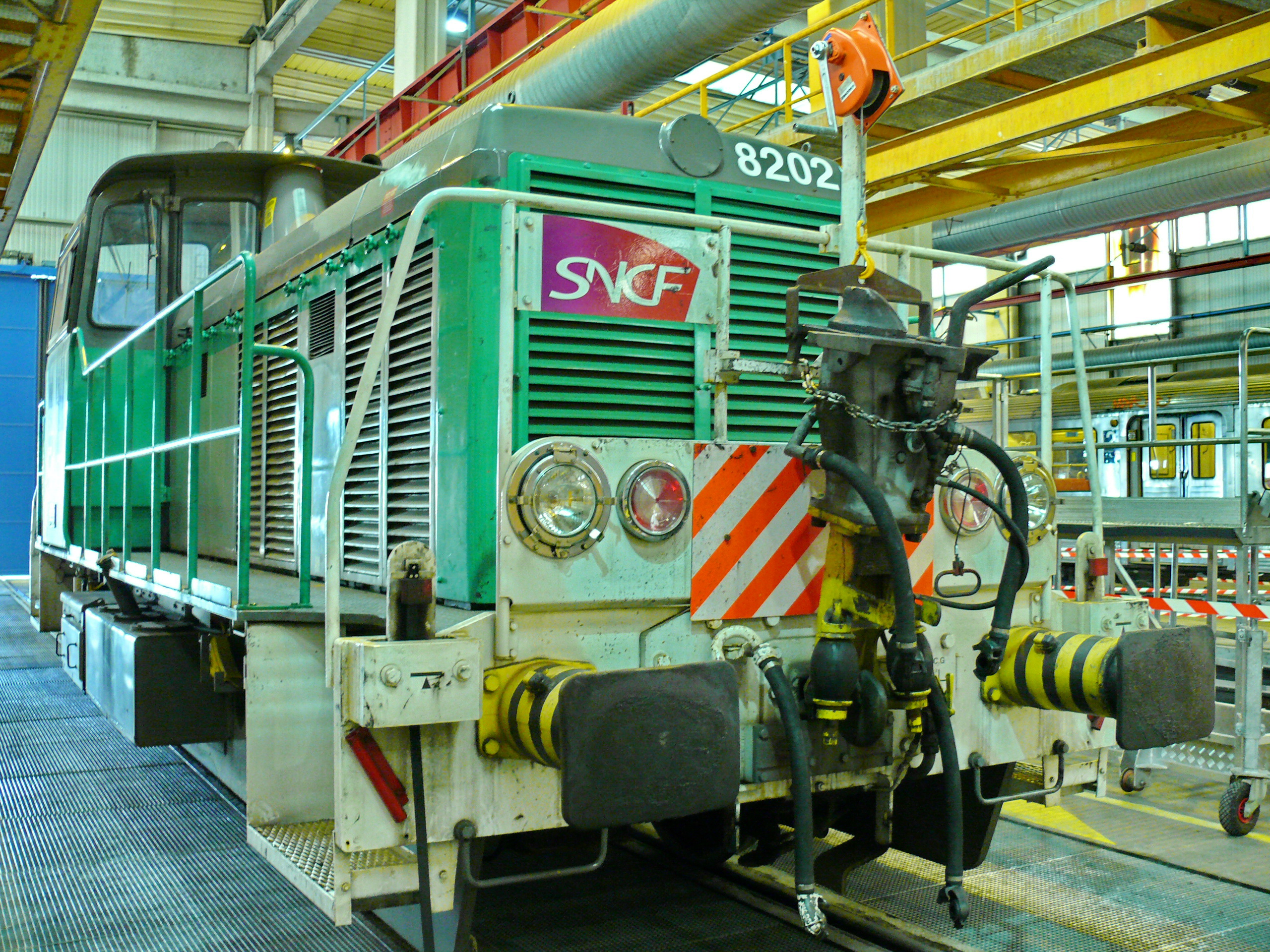
Y 8202 au Technicentre Paris-Nord Joncherolles, équipé d'un double attelage : attelage à vis et attelage Scharfenberg, ici en position repliée

- Épernay (voir livre de Denis Redoutey édition coécrite en bibliographie)
- La Plaine[6]
- La Villette[3],[7],[8],[9]
- Lens[3],[7],[8],[9]
- Limoges[3],[7],[8],[9]
- Longueau[6],[3],[7],[8],[9]
- Lyon-Vaise avec récupération des effectifs de Vénissieux[3],[7],[8],[9]
- Marseille-Blancarde[4],[7],[8],[9]
- Metz[4],[6],[3],[7],[8],[9]
- Nantes[3],[7],[8],[9]
- Nevers[3],[7],[8],[9]
- Nimes[6],[3],[7]
- Rennes[4],[6],[3],[7],[8],[9]
- Sotteville[4],[6],[3],[7],[8],[9]
- Strasbourg[3],[7],[8],[9]
- Toulouse[3],[7],[8],[9]
- Tours - Saint-Pierre-des-Corps[4],[6],[3],[7],[8],[9]
- Vénissieux[6]

## Technicentre[10]ou Supervisions Techniques de Flottes titulaires avec activités[11]selon les appellations en sources communes avec lesY 8400[10],[11],[12]
- La Villette (41)[10]
- Épernay (4)[10]
- Metz (26)[10], (3)[11]
- Chalindrey (15)[10], (1)[11]
- Strasbourg (22)[10], (3)[11]
- Longueau (7)[10]
- Lens (40)[10], (3)[11]
- Achères (61)[10], (137)[11]
- Sotteville (27)[10], (14)[11]
- Rennes (18)[10], (7)[11]
- Nantes (21)[10], (10)[11]
- Tours - Saint-Pierre-des-Corps (26)[10], (38)[11]
- Limoges (15)[10], (5)[11]
- Bordeaux (27)[10], (33)[11]
- Toulouse (20)[10], (11)[11]
- Nevers (20)[10], (19)[11]
- Dijon (22)[10], (1)[11]
- Lyon-Vaise (23)[10], (4)[11]
- Chambéry (25)[10], (20)[11]
- Marseille (38)[10]
- Béziers (27)[10], (10)[11]
- Vénissieux (20)[11]

- STF Bourgogne F-C (1)[11], (2)[12]
- STF Thionville (82)[11], (315)[12]

- STF Masteris (27)[11], (40)[12]
- TECH PACA/Avignon (39)[11]
- FRET (348)[11], (143 + 29)[12]
- INFRA (94)[11], (155 + 42)[12]
- TER Bourgogne (2)[11]
- TER (3)[12]
- PARC AKIEM (45)[11], (57)[12]

## Préservation
- Y 8017 : préservé en état de marche par le Train Touristique du Larzac (TTL).

## Modélisme
- Ce locotracteur a été reproduit en HO par la firme Roco
- Il a aussi été reproduit en N (1/160ème) par l'artisan HFR160, sous forme de kit à monter ou en version monté, prêt à rouler[13]

## Galerie de photos

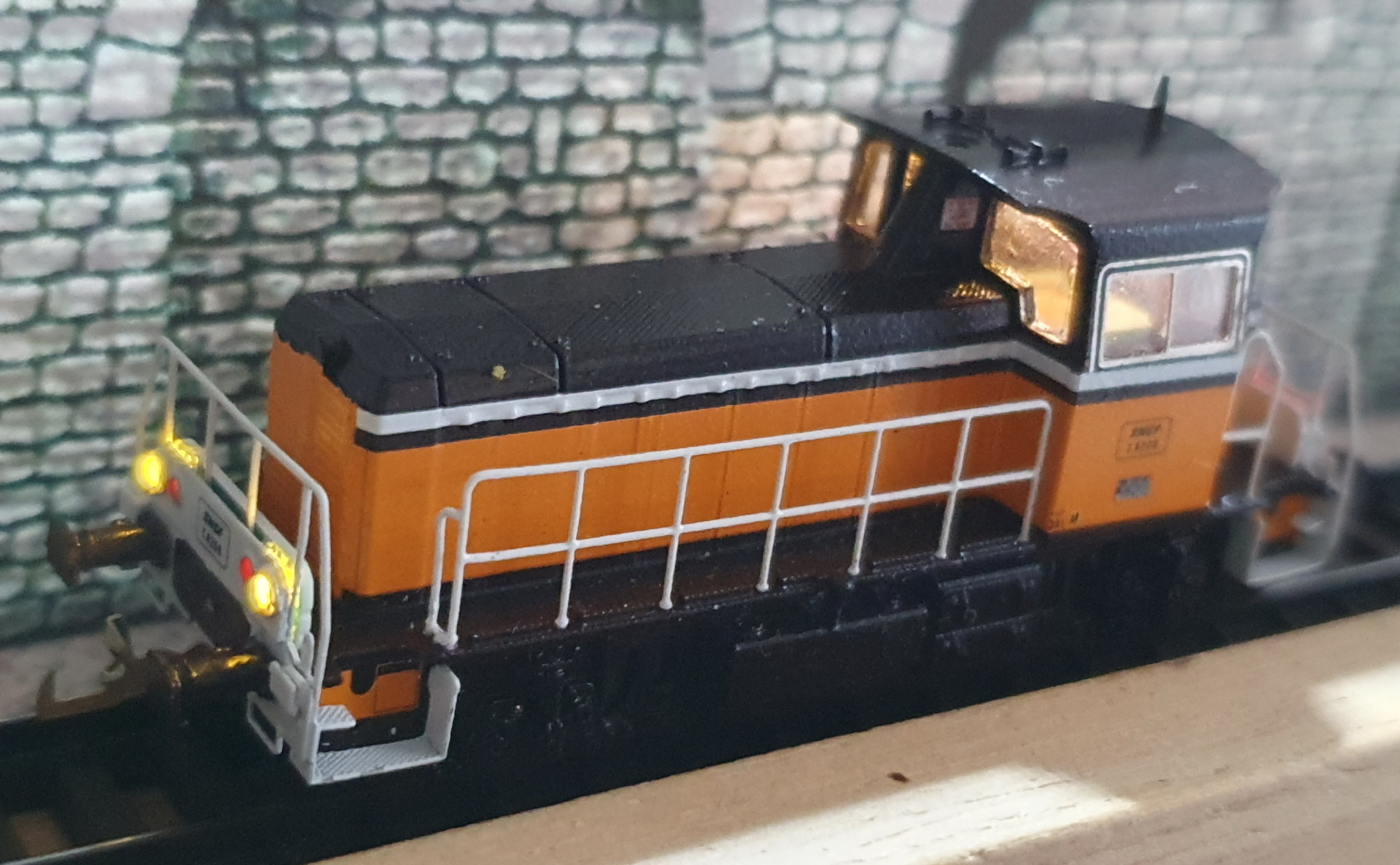

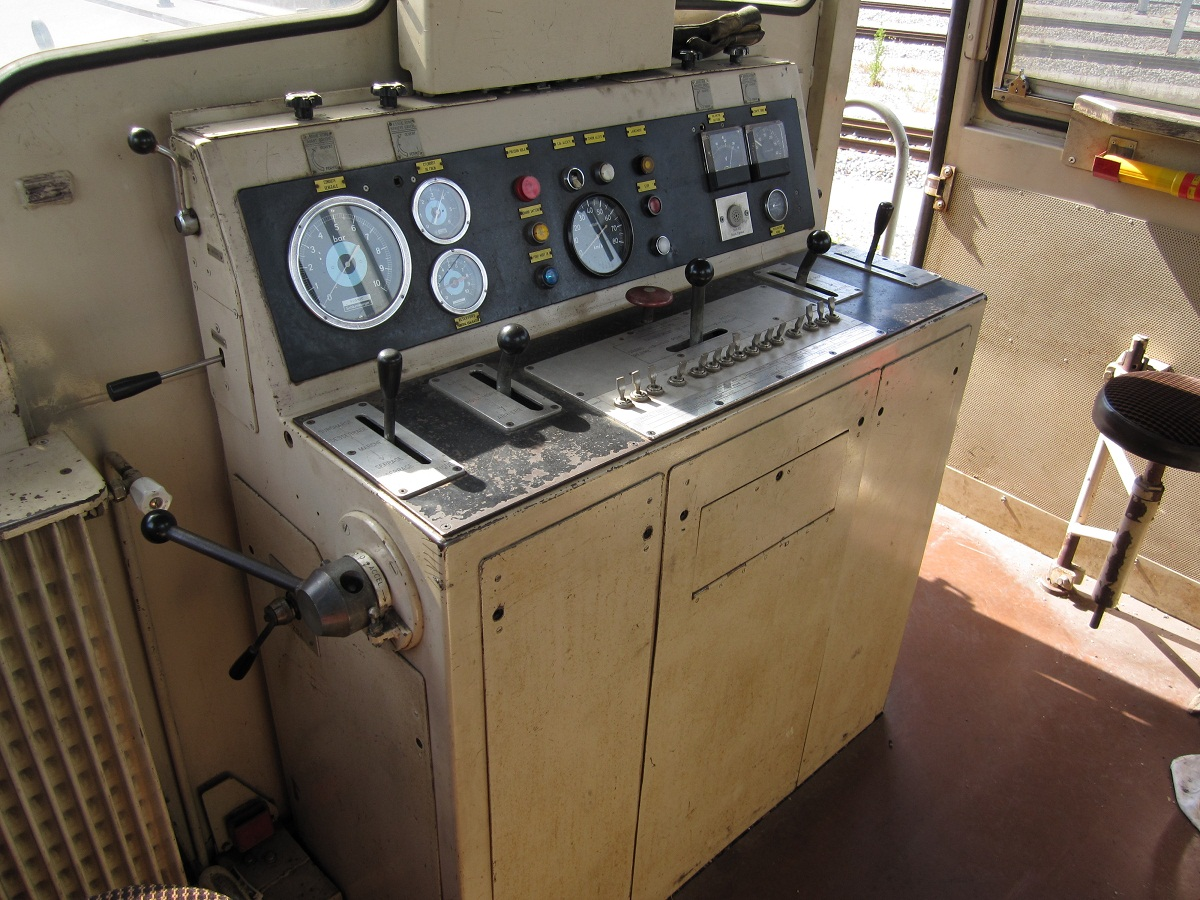
Vue du pupitre de l'Y 8117.
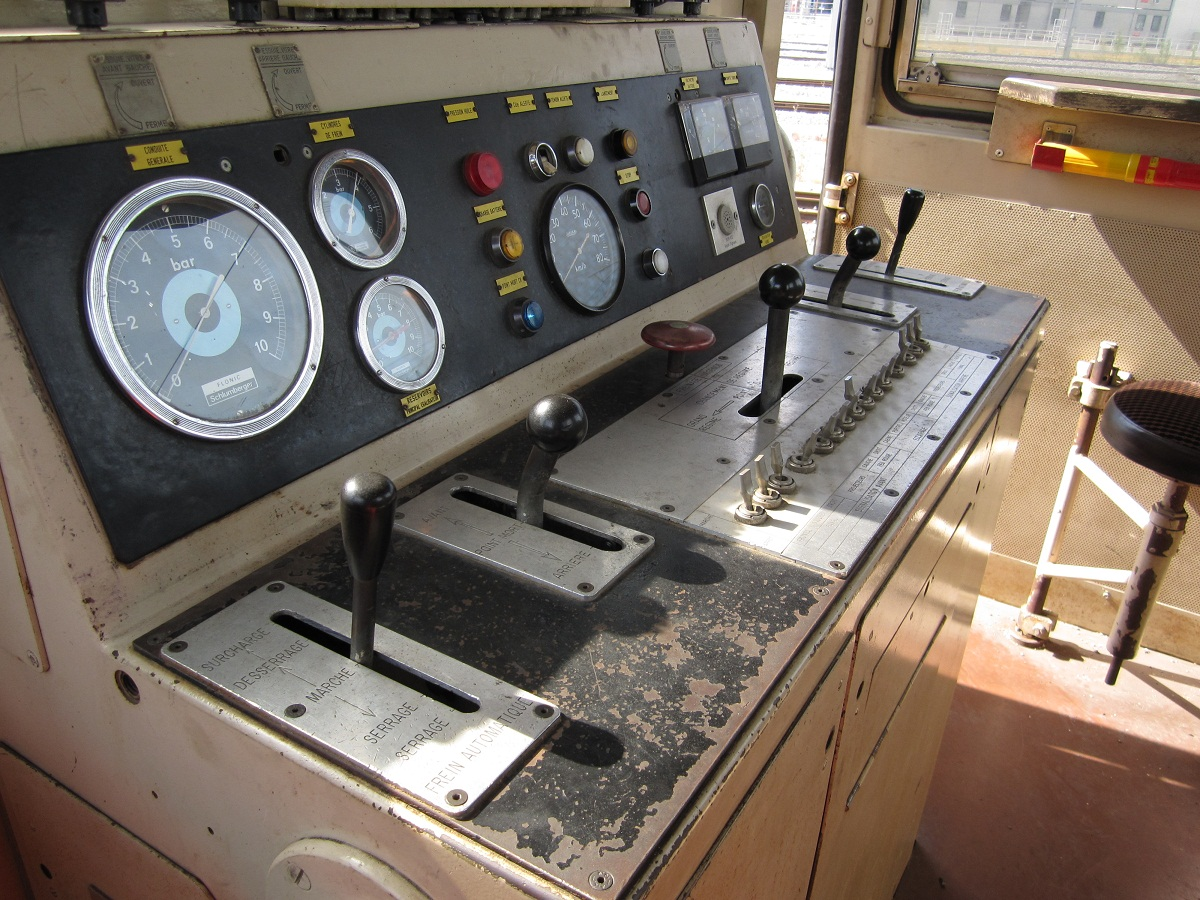
Vue du pupitre de l'Y 8117.
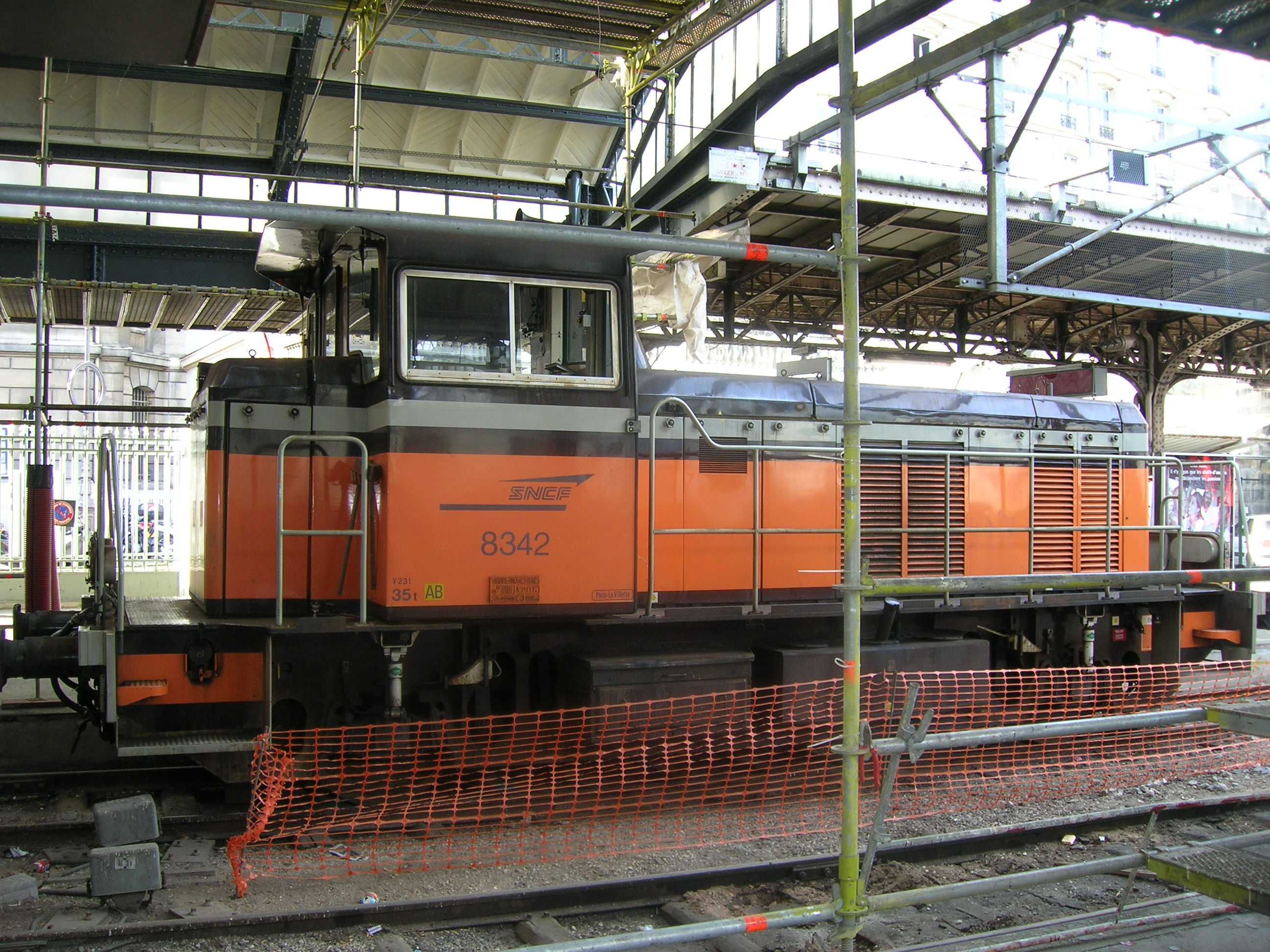
Y 8342 en gare de l'Est en 2005
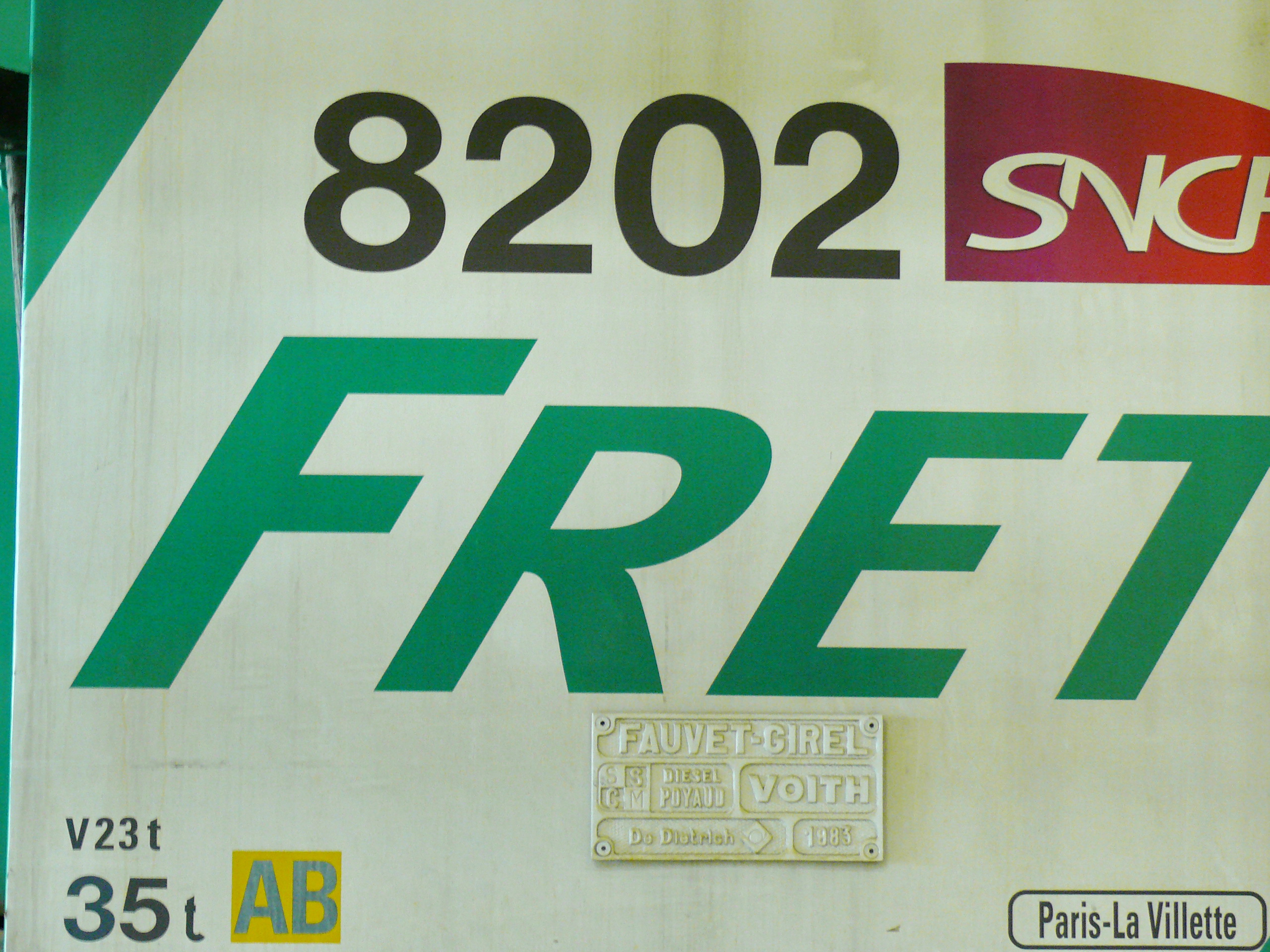
Marquages du Y 8202